# Wild Style!
Wild Style! ist ein 1982 gedrehter amerikanischer Spielfilm von Charlie Ahearn. Er gilt sowohl als der erste erfolgreiche Film aus der Hip-Hop-Szene als auch als international bedeutsam für deren Entwicklung.
Unter anderem spielten Fab 5 Freddy, „Lee“ George Quiñones, die Rock Steady Crew, The Cold Crush Brothers, Rammellzee und Grandmaster Flash in dem Film mit. Der Soundtrack wurde fester Bestandteil vieler DJs der Szene und häufig gesamplet (z. B. im Song „The Genesis“ von Nas’ erstem Album Illmatic). Der Wild-Style-Schriftzug ist ein Werk des bekannten New Yorker Graffiti-Künstlers Zephyr, der auch in einer Nebenrolle als Z·Roc erscheint.

## Handlung
Der Film beschreibt die Geschichte des Graffiti-Künstlers Zoro, die Spannungen zwischen seiner Kunst und dem „realen Leben“, das er als Raymond bestreitet, sowie die Beziehung zu seiner Freundin Rose. Der Film dokumentiert zudem das damals gerade entstehende Interesse der Medien und der etablierten Kunst-Szene an der Hip-Hop-Kultur, die sich innerhalb der latein- und afroamerikanischen „Communities“ entwickelt hatte.

## Hintergrund
Der Film wurde 1983 von der unabhängigen Agentur First Run Features unter der Leitung von Charlie Ahearn veröffentlicht und erschien später als Videofilm von Rhino Home Video. Seine Produktion wurde ermöglicht durch eine Anschubfinanzierung des ZDF, weswegen der Film, noch bevor er in Deutschland in die Kinos kam, dort schon am 7. April 1983, allerdings mit dem Titel Graffiti Wild Style, zu sehen war. Die Idee zum Film hatte der Graffiti-Künstler und spätere TV-Moderator Fab 5 Freddy.

## Kritik
Dem Rezensenten der New York Times erschien der Film als eine Serie zufälliger Begegnungen zwischen Graffiti-Künstlern, Rappern und Breakdancern in einer teilweise improvisiert wirkenden Rahmenhandlung. Dabei lobt er eine von den Darstellern ausgehende Energie und deren spürbaren Enthusiasmus, denen der Film aufgrund dramaturgischer Schwächen allerdings oft nicht gerecht werde:

„Unfortunately for the film, Mr. Ahearn, who is an artist as well as a film maker, never discovers a cinematic rhythm that accurately reflects and then celebrates the rare energy and wit of the artists within the film. Too often Wild Style has the effect of dampening the enthusiasm of its amateur actors or of not being able to keep up with their nonstop pace. It always seems to be trailing them, as if it were a little brother who can't run as fast as the others. […] Wild Style lacks a lot of the style of the people in it, but it never neutralizes their vitality.“